# Schizopera vicina
Schizopera vicina is een eenoogkreeftjessoort uit de familie van de Miraciidae. De wetenschappelijke naam van de soort is voor het eerst geldig gepubliceerd in 1960 door Herbst.